# Aleksandr Geynrix
Aleksandr Geynrix (Angren, 6 ottobre 1984) è un ex calciatore uzbeko, di ruolo attaccante.

## Carriera

### Club
Ha giocato nella massima serie dei campionati uzbeko, russo, sudcoreano, emiratino e kazako.

### Nazionale
Ha esordito con la Nazionale uzbeka nel 2002.

## Palmarès

### Club

#### Competizioni nazionali
- Campionato uzbeko: 3

Paxtakor: 2002, 2005, 2007
- Coppa d'Uzbekistan: 4

Paxtakor: 2002, 2005, 2007, 2009
- Campionato russo: 1

CSKA Mosca: 2003

#### Competizioni internazionali
- Coppa dei Campioni della CSI: 1

Paxtakor: 2007